# St. Georg (Kandel)

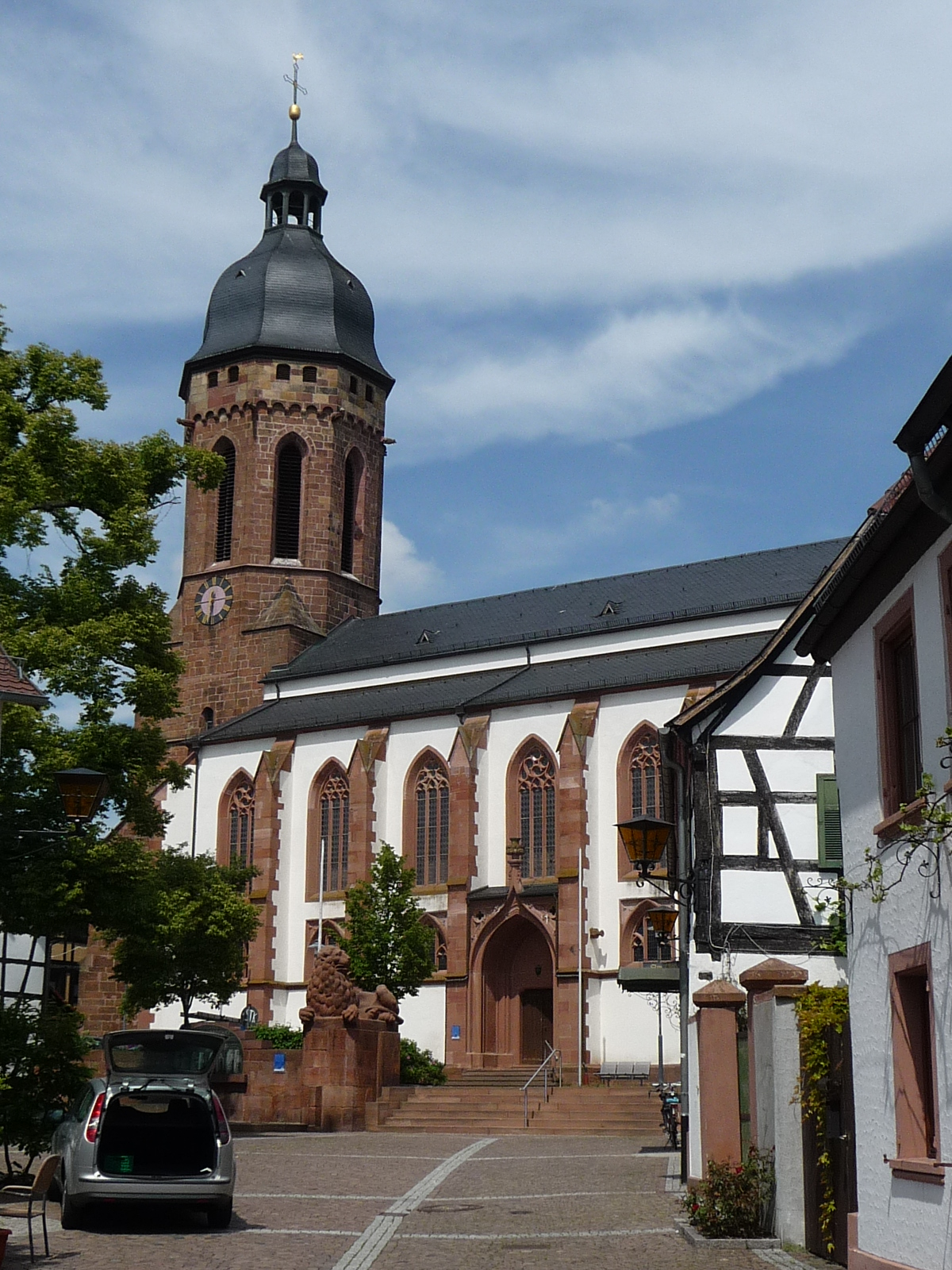
St. Georg in Kandel

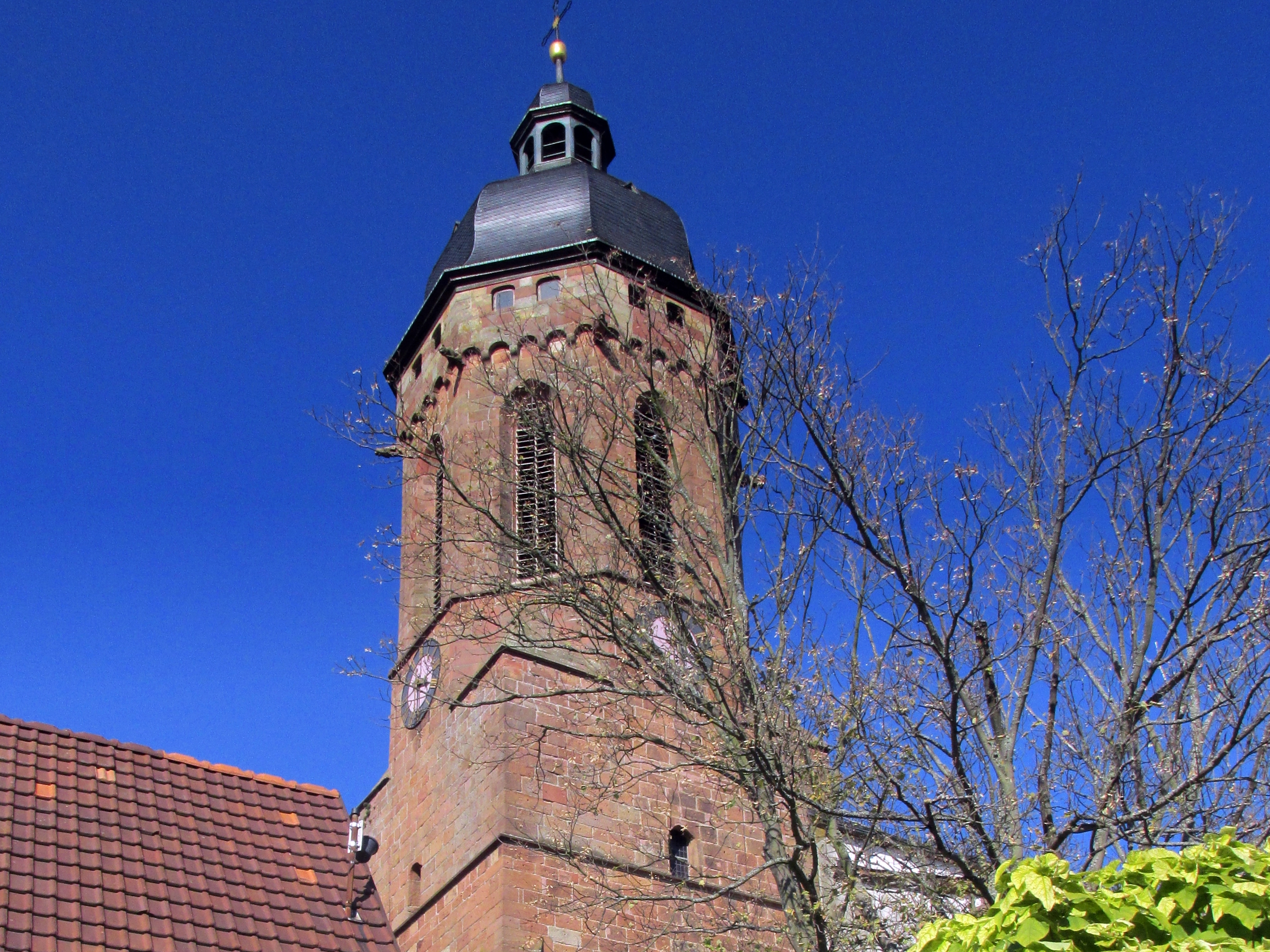
Kirchturm

Die evangelische Georgskirche ist das Wahrzeichen von Kandel und die größte spätgotische Kirche der Pfalz.

## Geschichte
Die alte Georgskirche wurde etwa im 12. Jahrhundert als romanische Pfarr- und Wehrkirche des Dorfes errichtet. Sie befand sich damals auf dem befestigten Friedhof von Kandel. Im Mainzisch-Pfälzischen Krieg zwischen 1459 und 1461 wurde diese alte Kirche durch einen Angriff von kurpfälzischen und eidgenössischen Soldaten zerstört. Nach dem Krieg wurde die Georgskirche im Stil der Spätgotik wiederaufgebaut. Um 1468 wurde mit dem Chor, dem ältesten noch erhaltenen Bauwerk der Stadt, begonnen. 1475 war das Kirchenschiff vollendet. In den Jahren 1501 bis 1519 wurde der mächtige 60 m hohe Westturm errichtet. Der Turm ist ein Werk von Meister Jörg, der auch den Kreuzgang des Augustinerklosters in Heidelberg geschaffen hat. Auch Friedrich Hammer  aus Hagenau soll sich an dem Bau beteiligt haben, davon zeugt ein (mutmaßliches) Selbstporträt, das sein Steinmetzzeichen aufweist.

## Umbau 1836/40 und Aufhebung des Simultaneum 1957
Die spätgotische Wehrkirche St. Georg von Kandel wurde in den Jahren 1836 bis 1840 durch August von Voit von der Basilika zu einer dreischiffigen Emporenhalle umgebaut. Nur der Turm und der Chor blieben unverändert. Mit der Einführung der Reformation im 16. Jahrhundert wurde die Kirche zu einem Simultaneum. Protestanten und Katholiken teilten sich das Gotteshaus, bis zum Bau der katholischen Kirche St. Pius 1957 die Kirche dann endgültig evangelisch wurde. Die Kirche hat 750 Sitzplätze, ist 55 m lang, 20 m breit und ohne Turm 30 m hoch. Ihr Turm ist 60 m hoch und wegen seiner Lage von weithin sichtbar.

## Orgel
Mit Augustinus Hartung, Sohn von Johann Michael Hartung, vereinbarte die lutherische Gemeinde 1720 einen Orgelneubau, der aufgrund des Widerstands der katholischen Gemeinde, aber nicht zur Ausführung kam. 1769 stellte Johann Conrad Göbel eine Orgel auf, die 1839 nach Göcklingen veräußert wurde. Der elsässische Orgelbauer Joseph Stiehr baute 1839–1842 eine der ersten Orgeln in einem neugotischen Gehäuse nach einem Entwurf von August von Voit. Die Disposition mit 30 Registern auf zwei Manualen und Pedal entwarf Georg Vierling. Im Jahr 1958 folgte ein Renovierungsumbau der bis dahin fast unverändert erhaltenen Orgel durch die Firma Oberlinger. Der Spieltisch und die Traktur wurden erneuert, die Windladen verändert, der Pedalumfang erweitert und alle Zungenstimmen sowie weitere Register ersetzt. 2019/2020 restaurierte die Orgelbaufirma Koenig aus Sarre-Union die einzige romantische Stiehr-Orgel in der Pfalz und führte sie auf den ursprünglichen Zustand zurück. Die Windanlage mit drei Keilbälgen und Kalkantenanlage, die Traktur und die verlorenen Register wurden nach historischen Vorbildern rekonstruiert. Die Disposition lautet wie folgt:

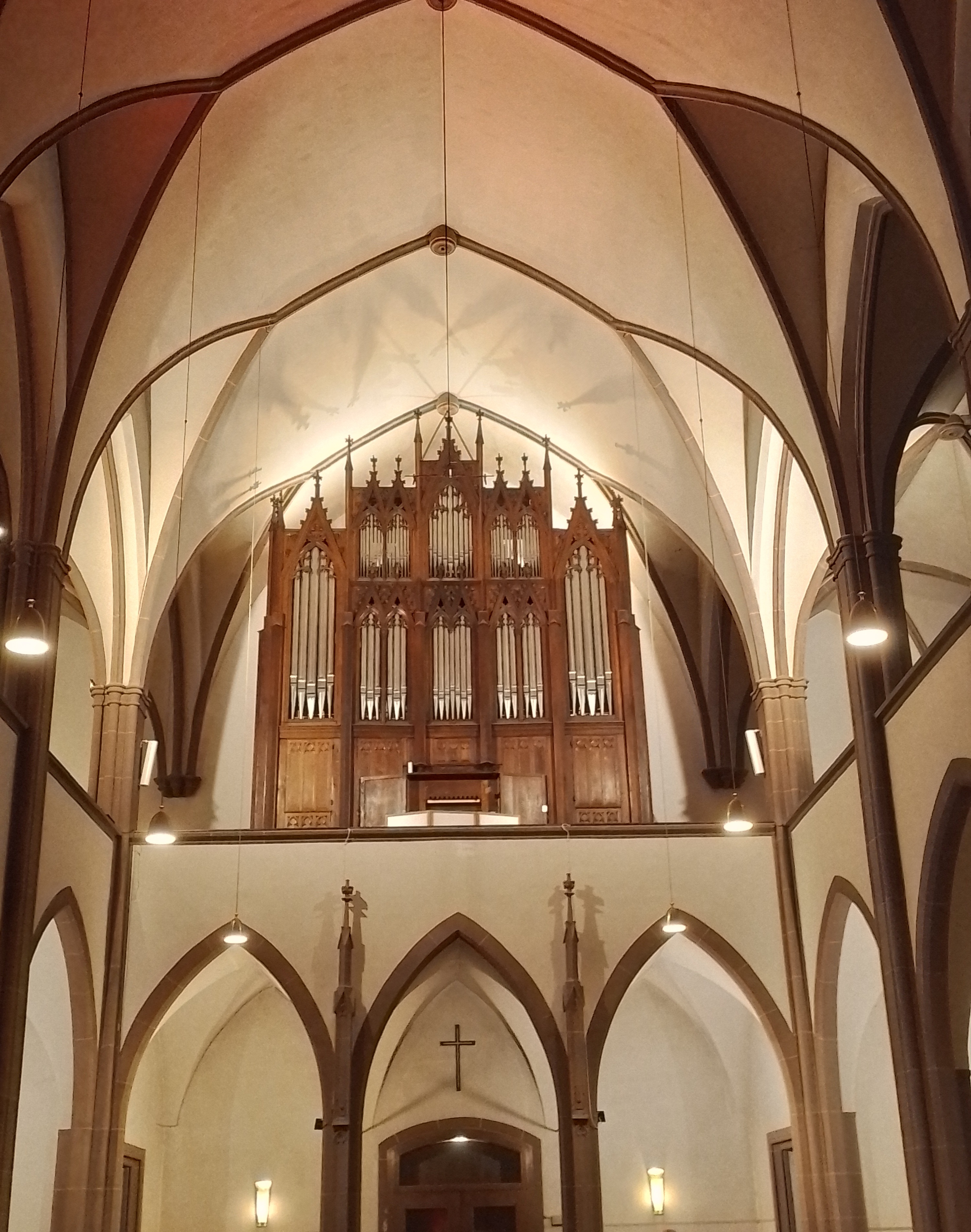
Stiehr-Orgel der protestantischen Georgskirche Kandel

| I Hauptwerk C–f3 |     |
| Quintaton        | 16′ |
| Principal        | 8′  |
| Gedackt          | 8′  |
| Hohlflöte        | 8′  |
| Viol de Gamba    | 8′  |
| Gemshorn         | 8′  |
| Octav            | 4′  |
| Spitzflöte       | 4′  |
| Flöte            | 4′  |
| Quinte           | 3′  |
| Octave           | 2′  |
| Cornett V        | 8′  |
| Mixtur IV        | 2′  |
| Trompette        | 8′  |
| Clairon          | 4′  |

| II Positif C–f3  |    |
| Lieblich Gedackt | 8′ |
| Flauto Dolcis    | 8′ |
| Salicional       | 8′ |
| Flauto traverso  | 8′ |
| Principal        | 4′ |
| Rohrflöte        | 4′ |
| Salicional       | 4′ |
| Larigot          | 2′ |
| Mixtur III       | 2′ |
| Fagott B         | 8′ |
| Englisch Horn D  | 8′ |
| Tremblant doux   |    |

| Pedal C–d1  |     |
| Subbass     | 16′ |
| Violon      | 16′ |
| Flötenbass  | 8′  |
| Violoncello | 8′  |
| Posaune     | 16′ |
| Trompette   | 8′  |
| Trompette   | 4′  |

- Koppeln: II/I, I/P